# Diocesi di Aggersel
La diocesi di Aggersel (in latino Dioecesis Aggeritana) è una sede soppressa e sede titolare della Chiesa cattolica.

## Storia
Aggersel, in Tunisia, è un'antica sede episcopale della provincia romana di Bizacena. Incerta è l'identificazione di questa sede: Mesnage propone la località di Abd-er-Rahman, mentre Mandouze quella di Henchir Maklouba.
Non è facile stabilire la serie dei vescovi per questa sede episcopale, a causa dell’omonimia, nelle fonti coeve, con un'altra diocesi della Bizacena, la diocesi di Aggar; le due sedi sono indicate con il latino Aggeritanus o Aggaritanus.
I vescovi in discussione sono quattro. Alla conferenza di Cartagine del 411, che vide riuniti assieme i vescovi cattolici e donatisti dell'Africa romana, presero parte il cattolico Emiliano e il donatista Candorio. Emiliano è probabilmente da identificare con l'omonimo vescovo che sottoscrisse la lettera sinodale del concilio antipelagiano di Milevi nel 416; e forse anche con il vescovo che prese parte al concilio cartaginese del 418, a meno che non si tratti di Emiliano di Bennefa. Candorio invece era uno dei sostenitori di Massimiano, contro Primiano, sulla sede donatista di Cartagine, e prese parte al concilio di Cabarsussi del 393.
Sulla lista dei vescovi della Bizacena convocati a Cartagine dal re vandalo Unerico nel 484 si trovano due vescovi Aggaritani, Filzioso (29º posto) e Donato (108º posto), entrambi condannati all'esilio.
Mandouze assegna Emiliano e Candorio alla diocesi di Aggar, mentre per Filzioso e Donato è impossibile stabilire a quale delle due sedi appartenessero. Mesnage e Morcelli inseriscono Emiliano, Candorio e Donato nella lista dei vescovi di Aggersel, mentre Filzioso sarebbe l'unico vescovo di Aggar. Toulotte invece distribuisce questi tre vescovi in tre diocesi distinte: Donato a Aggar, Filzioso alla diocesi di Aggarsel-Nepte, e infine Emiliano e Candorio alla diocesi di Agger.
Dal 1933 Aggersel è annoverata tra le sedi vescovili titolari della Chiesa cattolica; dall'8 giugno 2018 il vescovo titolare è Dennis Panipitchai, S.D.B., vescovo ausiliare di Miao.

## Cronotassi

### Vescovi residenti
- Emiliano ? † (prima del 411 - dopo il 418 ?)
  - Candorio ? † (prima del 393 - dopo il 411) (vescovo donatista)
- Filzioso o Donato † (menzionato nel 484)

### Vescovi titolari
- John Selby Spence † (17 marzo 1964 - 7 marzo 1973 deceduto)
- Roch Pedneault † (10 maggio 1974 - 10 marzo 2018 deceduto)
- Dennis Panipitchai, S.D.B., dall'8 giugno 2018